# Илья
Илья́ (устар. Илия) — личное имя, русская версия библейского имени др.-евр. אֵלִיָּהוּ‬ ’Ēliiah, ’Ēliiāhū (Элийя́ху) — Яхве — мой Бог — Илии-пророка, о котором повествует Ветхий Завет, почитаемого в иудаизме, христианстве и исламе (араб. إلياس‎ или إيليا — Илья́с).
В имени Элийя́ху: אלי — мой Бог; יהו — краткая форма Непроизносимого Имени Божия. Таким образом имя Илья относится к теофорным именам (от Θεός, теос — Бог), включающим в себя само слово «Бог» или его имена.
Отчества (патронимы): Ильи́ч, Ильи́нична. Устаревшее — сын Ильи́н, Ильи́н (отчества незнатных людей в России первоначально образовывались как краткая форма притяжательного прилагательного от соответствующего имени, например: «Иван сын Ильин» или, в более позднем варианте, «Иван Ильин». Окончание на «-вич» восходит к отчествам древнерусских князей и знати Московской Руси).
Производные: Ильюха, Ильюша, Иля, Иляха, Илюха, Илюша, Илюся, Люся, Илюня, Люня, Люля.

## Этимология
В синодальном переводе Библии (Ветхого завета) имя переводится как «Бог мой Господь», точность которого можно подтвердить заменой тетраграмматона евреями в молитвах раннего иудаизма именем Адонай (ивр. אדוני — Господь, дословно мой господин) или эпитетами — Саваоф (ивр. צבאות, цеваот, буквально — «(Господь) Воинств»).
Настоящее (оригинальное) произношение тетраграмматона сейчас неизвестно. На русском языке, помимо этого, существуют огласовки — «Я́хве» («Ягве», возможно «Джа») и «Иего́ва».
Древнерусское, старославянское Илия произошло от древнееврейского Элияху. На древнегреческом звучит как Hλiaς.
В силу несходства языков и несовершенства перевода библейские имена часто звучат по-гречески, а затем и по-русски не так, как в иврите. Звук «х», передаваемый буквами «хет» и «хей» (последняя произносится как глоттальная [h]), в греко-русском варианте исчезает совсем или же (как иногда и в иврите) передается звуком «а» («я»). Так, вместо пророка Элияху появляется Илия-пророк, который заменил в русской народной вере бога грома Перуна (верховного бога в древнерусской языческой мифологии, бог войны), и гром обычно воспринимается как грохот колесницы Ильи, что возможно поддерживалось созвучием имени ᾽Ηλίας с ΏΗλιος «солнце».

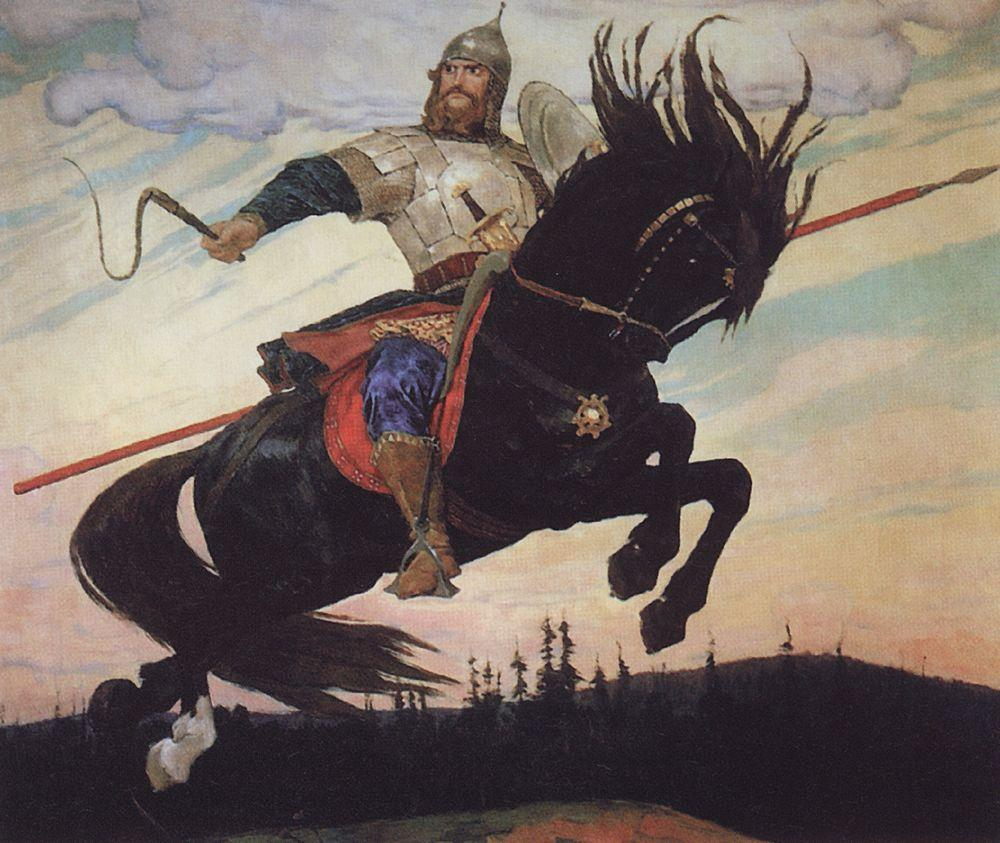
«Илья Муромец». Виктор Васнецов. 1914.

## Именины

### Вправославии
По православному месяцеслову (православному календарю или святцам) (даты даны по новому стилю):
- 1 января
  - Илия Муромец, Печерский — преподобный, инок Киево-Печерского монастыря (… — 1188 г.);
  - Илия Египтянин, мученик, (… — 308 г.) — христианский мученик, пострадавший в гонение императора Максимина;
- 21 января — Илия Египетский, пустынник;
- 21 января — Илия Чудотворец;
- 27 января — Илия Синайский, преподобномученик;
- 3 февраля — Илия Березовский, священномученик, иерей;
- 13 февраля — Илия Ардунис, преподобномученик;
- 1 марта — Илия Египтянин, Кесарийский (Палестинский), мученик;
- 5 апреля — Илия (Вятлин), преподобномученик, иеромонах;
- 10 апреля — Илия Персидский, мученик;
- 2 августа — Илия Фесвитянин, пророк;
- 25 августа — Илия, священномученик, иеромонах Белогорского Св.-Николаевского монастыря;
- 30 августа — Илия Калабрийский, преподобный;
- 26 сентября — Илия Бажанов, священномученик, протоиерей;
- 26 сентября — Илия Томский (Кюстенджийский), мученик;
- 30 сентября — Илия Тирский, мученик;
- 11 октября — Илия Муромец, Печерский;
- 16 ноября — Илия, преподобный;
- 17 ноября — Илия Грузинский;
- 22 ноября — Илия Рылько, священномученик, протоиерей;
- 5 декабря — Илия Громогласов, священномученик, протоиерей;
- 18 декабря — Илия Четверухин, священномученик, протоиерей;
- 9 декабря — Илия Зачатейский, священномученик, протоиерей;
- 29 декабря — Илия Чередеев, священномученик, иерей;
- 31 декабря — Илия Бенеманский, священномученик, иерей.

А также перемещаемые:
- Воскресенье, после 7 февраля (25 января по старому стилю) новомучеников: Илии (Чередеева), Илии (Березовского), Илии (Зачатейского), Илии (Бенеманского), Илии (иерома Белогорского Св.-Николаевского монастыря), Илии (Вятлина), Илии (Громогласова), Илии (Четверухина), Илии (Рылько), Илии (Бажанова).

### Вкатолицизме(Elias)[5]
- 20 июля
  - Илия, епископ Иерусалимский, святой;
  - Илия, пророк
- 16 февраля — Илия, мученик, Кесарийский, святой;
- 17 апреля — Илия, пресвитер, мученик, Кордубский (Кордовский), святой;

## Имя латиницей

### Написание
Существует много разных вариантов написания имени Илья. Вероятно, наиболее широко употребимым является:

Транслитерация (точная передача знаков одной письменности знаками другой) может быть осуществлена по следующим системам:
- Il'â — ISO 9:1995 / Система А ГОСТ 7.79-2000 (стандарты 1997 и 2002 годов соответственно, в ГОСТе 7.79-2000[9] способ транслитерации А совпадает с ISO 9:1995);
- Il`ya — Система Б ГОСТ 7.79-2000 (система 2002 года, ослабленная, то есть без использования диакритических знаков, кроме «`» и «’», за счёт использования буквосочетаний латиницы, транслитерация; здесь «`» — это гравис, а не апостроф «'»;[9]
- Il’ja — ISO R/9 (стандарт 1968 года);
- Il’ja — Научная транслитерация (традиционный стандарт в научных работах):
- Il’i͡a — ALA-LC (стандарт 1997 год, научный стандарт в англоговорящих странах):
- Il’ya — британский стандарт;
- Il’ya, — транслит (не имеет устойчивых правил), так же используются менее распространённые варианты: для И — i, u, для Л — l, Jl, Λ, для Ь — ', y, j, b или не указывается, для Я — ya, ja, ia, ea, a, q, 9;
- Ilja — Duden (немецкая орфография Конрада Дудена);
- Ilja — Dansk Sprognævn (датский язык).

Используются и другие написания, например Ilia, что находит отражение при написании имени латиницей в заграничных паспортах или иных документах. Другие варианты: Il’ya, Il’ja, Il’ia, Il’a, Ilyya, Ilyja, Ilyia, Iljya, Iljja, Iljia, Ilja, Ila, Illia.

### В музыке
- Ilya (группа) — музыкальная группа из Англии (Бристоль);
- Ilya (песня) — название песни Мартины Топли-Бёрд из альбома Quixotic.